# Saworoide
Saworoide es una película de drama y política nigeriana de 1999, producida y dirigida por Tunde Kelani. Está protagonizada por Kola Oyewo, Bukky Wright, Lere Paimo, Larinde Akinleye, Peter Fatomilola, Kunle Bamtefa, Adebayo Faleti, Kayode Olaiya y Doyin Hassan.
Saworoide representa el establecimiento de una antigua norma yoruba en la ciudad de Jogbo, donde una persona no puede ser coronada rey sin un ritual que implica tocar el saworoide (un tipo de tambor de campana de bronce).

## Sinopsis
La historia se desarrolla en una época antigua en la ciudad de Jogbo. El sacerdote le dice al rey que habrá un pacto entre los ciudadanos de Jogbo y sus reyes, utilizando una campana de bronce en el proceso ritual, y que el mismo también se llevaría a cabo con los reyes sucesivos.
Un nuevo rey, Lapite (Kola Oyewo) acaba de ser elegido en Jogbo, pero hay un dicho de larga data que dice que los reyes de Jogbo no llegan a ser tan influyentes y ricos como los de otros territorios. Lapite descubre por su amigo y jefe, Balogun (Lere Paimo) que se debe a la antigua tradición de rituales hechos a los reyes, y como resultado decide hacer trampa durante el proceso. Balogun, sin embargo, se entera más tarde por el mismo anciano que le dijo que cualquiera que haga trampa en el proceso enfrenta las consecuencias de compartir su realeza con otra persona, y que si alguna vez escucha la Saworoide (campana de bronce) que suena, moriría de dolor de cabeza. Como resultado, Lapite envía asesinos para matar a la familia de Adebomi, a quien considera una amenaza (pero sin embargo no mataron a su hijo), y también ordena la captura del custodio de Saworoide, Ayangalu (Ayantunji Amoo), junto con su tambor. Sin embargo, uno de los jefes avisa a Ayangalu y él escapa junto con el hijo de Adeboro, dejando solo la Saworoide.
El nuevo rey toma otra esposa, Tinuola (Bukky Wright), que ya está embarazada de su amante, pero se le ha aconsejado que lo mantenga en secreto para no perder la oportunidad de ser reina. Lapite se confabula con los inversores modernos para iniciar la exploración masiva de los recursos de la ciudad, en particular la tala, y destruye despreocupadamente los cultivos de la gente en el proceso. Los Jefes y el Rey comienzan a vivir una vida de opulencia, silenciando a la prensa por todos los medios. Lapite también se niega a escuchar a los ciudadanos de Jogbo que constantemente organizan protestas contra lo que sucede. Como resultado, surge la militancia entre los propietarios de las fincas y comienzan a atacar a los trabajadores en sus fincas, conllevando a los trabajadores a la huelga.
Lapite comienza a ir en contra de los miembros de su gabinete, ordena arrestos y se convierte en un tirano. Algunos miembros de la asociación de propietarios de granjas consultan al cura de la ciudad, Amawomaro (Peter Fatomilola) y les dicen que la única salida es asegurarse de que el Adé idẹ (Corona de bronce) esté ausente del palacio durante 15 días. Los militantes buscan ayuda externa; una de las empresas madereras da fondos, pero en secreto para usarlos ingenuamente en su propio interés. Realizan varios atentados como el secuestro de una ceremonia para robar la corona del rey, que luego se recupera con la ayuda de las empresas madereras tras recibir un soborno.
Aresejabata (Kunle Afolayan) comienza a entablar amistad con Araparegangan (Khabirat Kafidipe), la supuesta hija de Lapite. Él le confiesa mientras está borracho que es el hijo de Adebomi, quien fue asesinado. Lapite se entera y ordena el asesinato de Aresejabata, sin importarle que Araparegangan sea asesinada en el proceso. Tinuola escucha y le dice a su hija que huya junto con Arese de la reunión y del pueblo. El ejército organiza un golpe exitoso, asesinando a Lapite y entonces el oficial Lagata (Kunle Bamtefa) asume el gobierno de Jogbo. 
Los exmilitantes planean matar al nuevo rey haciendo que Ayangalu, que ha estado en el exilio, toque el Saworoide en Jogbo. Uno de los militantes los traiciona y Ayangalu es arrestado. Sin embargo, Ayangalu ha usado su tambor para llamar a su hijo justo antes de que lo arresten. Su hijo, Ayanniyi (Segun Oni) regresa y toca el Saworoide justo después de la coronación de Lagata, y posteriormente muere de migraña. Justo después, Aresejabata es coronado rey.

## Elenco
- Kola Oyewo como Oba Lapite
- Bukky Wright como Olori Tinuola
- Lere Paimo como Balogun
- Larinde Akinleye como Seriki
- Ayantunji Amoo como Ayangalu
- Peter Fatomilola como Amawomaro
- Kunle Bamtefa como Ogagun Lagata
- Adebayo Faleti como Baba Opalaba
- Kayode Olaiya como Bada
- Laide Adewale como Otun
- Jab Adu como Lagbayi
- Tunde Salisu como Kujenra
- Moji Bamtefa como Agbegilodo
- Doyin Hassan como Olojowon
- Lai Karounwi como Fadiya
- Kunle Afolayan como Aresejabata
- Kabirat Kafidipe como Araparegangan
- Biodun Aleja como Kangidi
- Bose Adewoyin como Asabi
- Akinwunmi Isola como Ifa Priest
- Tunde Ojeyemi como inspector de policía
- Goroso como Adebomi
- Segun Oni como Ayanniyi

## Otras lecturas
- Adedina, Femi (2015). «Aesthetics and Semiotics in Nigerian Films: An Analysis of Saworoide (Brass Bell), A Tunde Kilani’s Film». National Institute of Cultural Orientation. Archivado desde el original el 14 de marzo de 2018.